# Fridrik II. Danski
Fridrik II. (1. srpnja 1534., Haderslevkus – 4. travnja 1588., Antvorskov) bio je kralj Danske i Norveške (1559. – 1588.).

## Životopis
Fridrik II. bio je sin danskog i norveškog kralja Kristijana III. U sjevernom sedmogodišnjem ratu protiv Švedske (1563. – 1570.) bezuspješno pokušavao uspostaviti prevlast u Skandinaviji, ali je snažnim brodovljem održavao sigurnost na Sjevernom moru i slobodu trgovine sa zemljamaBaltika. 
U vrijeme njegova vladanja ojačala je danska država i gospodarstvo, a sam Fridrik II. je poticao razvoj znanosti i kulture. Obnovio je dvorac Kronborg u Elsinoreu između 1574. i 1585. God. 1567. osnovao je grad Fredrikstad u Norveškoj. Fridrik II. je bio i glavni pokrovitelj slavnom astronomu Tycho Braheu.
Fridrik II. je preminuo 4. travnja 1588. god. i sahranjen je u katedrali u Roskildeu. Naslijedio ga je njegov najstariji sin Kristijan IV.

## Poveznice
- Povijest Danske
- Popis danskih vladara

| Prethodnik:    | danski kralj (1559. – 1588.) | Nasljednik:   |
| Kristijan III. | danski kralj (1559. – 1588.) | Kristijan IV. |

| Prethodnik:    | norveški kralj (1513. – 1523.) | Nasljednik:   |
| Kristijan III. | norveški kralj (1513. – 1523.) | Kristijan IV. |